# Culture de la Guinée équatoriale

Enfants Bubi.

La culture de la Guinée équatoriale, petit pays d'Afrique centrale, désigne d'abord les pratiques culturelles observables de ses 1 403 000 habitants (en 2020). La Guinée équatoriale a été créée à partir de trois anciennes colonies espagnoles : Río Muni, une bande de terre entre le Cameroun et le Gabon  Bioko, une île proche du Cameroun, et Annobón, une île de l'océan Atlantique éloignée du continent.
L'hymne national de la Guinée équatoriale a été écrit par Atanasio Ndongo Miyone et a été officiellement adopté en 1968, lorsque le pays a obtenu son indépendance de l'Espagne

## Langues et peuples

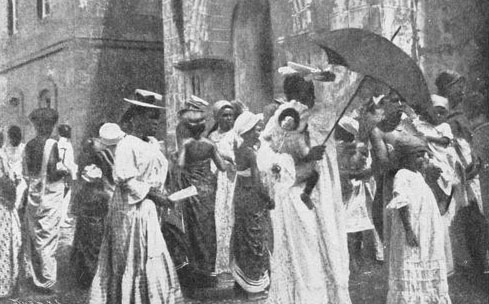
Sortie de messe à Corisco en 1910 (Bengas).

- Langues en Guinée équatoriale
- Catégorie:Groupe ethnique en Guinée équatoriale

La Guinée équatoriale est principalement peuplée de Bantous :
- Fang (80 %), surtout dans le Mbini – l'ancien Rio Muni devenue la Région continentale –,
  - Ntumu
  - Okak
  - Pahouins
- Bubi (10 %) dans l'île de Bioko[1],
- Benga, 3 000 en 1995, sur le littoral et sur l'île de Corisco[2],
- Batanga
- Djem
- Gyele
- Maka
- Ndowe

Dans cette ancienne colonie espagnole – la Guinée espagnole – indépendante depuis 1968, l'espagnol est la langue officielle. Quoique peu parlé, le français a été promu au rang de seconde langue officielle en 1998, au moment où le pays a rejoint la Communauté économique et monétaire de l'Afrique centrale (CEMAC), adoptant le franc CFA comme monnaie nationale. Ce statut permet au pays de bénéficier de son rattachement à la Francophonie. 
Des langues créoles à base lexicale portugaise, telles que le fá d'Ambô sur l'île d'Annobón, sont également pratiquées. C'est pourquoi la Guinée équatoriale a depuis 2007 le statut d'« observateur associé » de la Communauté des pays de langue portugaise (CPLP).
Le pichinglis (en) est très utilisé.

## Traditions

### Religions
La majorité des habitants du pays sont théoriquement pour la plupart des chrétiens catholiques romains, tandis que beaucoup d'autres pratiquent une combinaison de catholicisme et de certaines traditions indigènes.
Les chrétiens, surtout les catholiques (80-87 %), et les protestants (5 %) sont largement majoritaires (>90 %). Les religions minoritaires sont l'islam (2 %), le bahaïsme... L'animisme concernerait 5 à 10 % de la population.
- Christianisme en Guinée équatoriale (en) (80..93 %)
  - Église catholique en Guinée équatoriale (pt) (70..88 %)
    - Archidiocèse de Malabo, Cathédrale Sainte-Élisabeth de Malabo

  - Protestantisme (5..7 %) : baptisme, méthodisme, Église presbytérienne réformée de Guinée équatoriale (en)
- Islam en Guinée équatoriale (2 %, 40 000) (majoritairement sunnite)
- Religions traditionnelles africaines (4..5 %), syncrétisme
- Bahaïsme (< 4 000, 0,2 %)
- Divers (6 %)
- Irréligion (3,5 %)

### Mythologies
- Mythologie traditionnelle fang
- Mvett[4],[5], Mvet Ekang (La Geste des Immortels d’Engong)

### Fêtes
- Jours publics fériés en Guinée équatoriale (en)

## Société

### Droit
- Criminalité en Guinée équatoriale
- Corruption en Guinée équatoriale (en)
- Trafic d'êtres humains en Guinée équatoriale (en)
- Droits de l'homme en Guinée équatoriale
- Droits LGBT en Guinée équatoriale (en)

### Éducation
- Éducation en Guinée équatoriale (en)
- Colegio Nacional Enrique Nvó Okenve, à Malabo et Bata

Le pays compte une université nationale de Guinée équatoriale, Universidad Nacional de Guinea Ecuatorial (UNGE), à Malabo et une faculté de médecine à Bata. L'école de médecine de Bata est principalement soutenue par Cuba, dont le gouvernement cède aux professeurs et médecins du centre. L' Université nationale espagnole d'enseignement à distance (UNED \) a également une antenne à Malabo  et une autre à Bata depuis 1981. L'Université afro-américaine d'Afrique centrale  (AUCA) a été créée récemment.

### État
- Politique en Guinée équatoriale
- Histoire de la Guinée équatoriale

## Arts de la table
- Cuisine équatoguinéenne, Cuisine africaine

## Santé et sport
- Santé en Guinée équatoriale (en)
- Sport en Guinée équatoriale
- Guinée équatoriale aux Jeux olympiques
- Jeux de la Lusophonie
- Liste des luttes traditionnelles africaines par pays

## Médias
En 2016, le classement mondial sur la liberté de la presse établi chaque année par Reporters sans frontières situe la Guinée-équatoriale au 168e rang sur 180 pays. Un contrôle des médias et des lois autorisant la censure préalable caractérisent ce régime autoritaire. L'information cède le pas à l'autocensure.

### Presse écrite
- Presse écrite en espagnol : El Tiempo, La Opinión, La Gaceta, El Ebano, La Verdad, La voz del pueblo,

### Radio
- Radio étatique : Radio Malabo, Radio Bata, Voie de Kie Ntem
- Radio privée : Radio Asonga

### Télévision
Il existe deux stations de télévision étatiques (Malabo, Bata), et une privée, Television Asonga (Malabo).

### Internet
- Internet, évidemment présent[8]
- Sites d'information[9],[10],[11],[12], intérieurs ou extérieurs

## Littérature
- Espagnol guinéo-équatorien
- Académie équatoguinéenne de la langue espagnole (es)

## Tourisme
- Tourisme en Guinée équatoriale (en)
- Attractions touristiques en Guinée équatoriale[13]

## Arts visuels
- Arts visuels, Arts plastiques, Art brut, Art urbain
- Art africain traditionnel, Art contemporain africain

### Peinture
- Peinture
- Gaspar Goman[14]
- Afran[15]
- Tomas Bee[16]
- Oscar Jacinto Nzang Edu[17]

### Sculpture
- Sculpture fang
- Sculpture, concours[18]
- Leandro Mbomio Nsue (1938-2012)[19]

### Architecture
- Architecture traditionnelle[20]
- Architecture coloniale
- Architecture contemporaine

### Photographie
- Arturo Bibang[21],[22]
- J. Quazi King, Quazimotto.on.wax

## Arts du spectacle
- Spectacle vivant, Performance, Art sonore
- Théâtre National (Oyala)[23]
- Centre culturel espagnole (Bata)
- Institut français de Malabo[24], Institut Culturel d'Expression Française
- Institut Confucio

### Musique(s)
- Musique improvisée, Improvisation musicale
- Musique de Guinée équatoriale[25]
- Mvett[4],[5], Mvet Ekang (La Geste des Immortels d’Engong)
- Chœurs
- Barón Ya Búk-Lu[26]
- Rogatien Ibambi Okombi, dit Roga Roga
- Patrima[27]
- Nelida Karr
- Cano

### Danse(s)
- Danses traditionnelles[28],[29], balélé, mokom, ndong, biben, mbaa, akoma mbaa (fang), cachá (bubi), ivanga (ndowe)...
- Festival national des danses traditionnelles de la Guinée équatoriale (FESNADATRAGE)
- Danses modernes
- À l'initiative du Centro Internacional de Teatro Actual, de la Casa Africa et des centres culturels espagnols de Bata et de Malabo, a été créé en 2008 le Proyecto Orígines[30]. Ce théâtre de danse, composé de 24 membres locaux, dirigé par Santiago Sanchez, présente un aperçu de la culture des cinq grandes tribus du pays.

### Théâtre
- Improvisation théâtrale, Jeu narratif
- Théâtre de Bacamandja
- Dézafi[31]

### Autres: marionnettes, mime, pantomime, prestidigitation
- Arts forains, Cirque,Théâtre de rue, Spectacle de rue,
- Marionnette, Arts pluridisciplinaires, Performance (art)…
- Arts de la marionnette en Guinée équatoriale

### Cinéma
Au début des années 2000, l'industrie du cinéma était encore presque inexistante en Guinée équatoriale, la brutalité des régimes dictatoriaux successifs et la censure compliquant beaucoup l'émergence d'une production cinématographique. Cependant, les premiers courts et moyens métrages guinéo-équatoriens commencent à être réalisés, notamment par Juan Pablo Ebang Esono, avec le court métrage No Está Desnuda puis le moyen métrage Teresa.
Par ailleurs, plusieurs documentaires étrangers, principalement espagnols, ont été consacrés au pays, comme Subvaloradas, sin ser vistas. Voces literarias de Guinea Ecuatorial (Mischa G Hendel, 2009), qui détaille les difficiles conditions de vie des acteurs culturels du pays, ou Malabo Barrio X (Marc Tardiu et Oriol Rivero, 2009), sur la vie à Malabo, capitale du pays.
- Perspectives cinématographiques[34]
- Juan Pablo Ebang Esono (1981-), Teresa (2010)
- Festival de cinéma africain de Guinée équatoriale[35] (2010)

### Autres
- Vidéo, Jeux vidéo, Art numérique, Art interactif

## Tourisme
Il y’a le Maraho
le Myriam æquo est un monument qui se trouve au sud de la Guinée EQuatroriale 

## Patrimoine
Le programme Patrimoine mondial (UNESCO, 1971) n'a pour ce pays rien inscrit dans sa liste du Patrimoine mondial (au 15 janvier 2016).
Le programme Patrimoine culturel immatériel (UNESCO, 2003) n'a rien inscrit pour ce pays dans sa liste représentative du patrimoine culturel immatériel de l’humanité (au 15 janvier 2016).
Le programme Mémoire du monde (UNESCO, 1992) n'a rien inscrit pour ce pays dans son registre international Mémoire du monde (au 15 janvier 2016).

### Musées et autres institutions
- Liste de musées en Guinée équatoriale.
  - Claretian Mission Ethnological Museum
  - Museum of Modern Art Equatorial Guinea